# Aarhus Rådhus
Aarhus Rådhus er et rådhus, der ligger i Rådhusparken mellem Park Allé og Frederiks Allé i Aarhus. Opførelsen blev påbegyndt i 1938 og afsluttet tre år efter i 1941. Den officielle indvielse fandt sted den 2. juli 1941 – året for byens 500-årsjubilæum som købstad.
Det er byens tredje rådhus. Det første rådhus blev bygget i 1400-tallet og lå på Store Torv ved Domkirkens tårnindgang. Det andet rådhus blev opført i årene 1856-1857, og lå på hjørnet af Mejlgade og Domkirkepladsen. Denne bygning rummer i dag KØN - Gender Museum Denmark.

## Historien
Det første rådhus i Aarhus, blev opført i midten af det 15. århundrede og lå på Store Torv foran Aarhus Domkirkes tårn. Det blev nedrevet 1859.
Byens andet rådhus, blev opført i årene 1856-1857 bag Domkirken på hjørnet af Domkirkepladsen og Mejlgade. Officielt var det et rådhus, domhus og arresthus, med plads til 28 arrestanter. Også amtsrådet holdt fra 1856 til 1906 sine møder i bygningen. Dette rådhus blev opført efter tegning af arkitekt C.G.F. Thielemann. Efter tiden som rådhus, fungerede bygningen som politistation i perioden 1941-1984, hvorefter Kvindemuseet i Danmark flyttede ind.

### En konkurrence for arkitekter
Det første skridt til det nuværende og tredje rådhus, blev taget 28. april 1937 i Aarhus byråd. Baggrund var, at man på det gamle rådhus på Domkirkepladsen led af en udpræget pladsmangel for den kommunale administration. Der blev udskrevet en arkitektkonkurrence og de ønsker man havde til det nye rådhus, og som de deltagende arkitekter skulle forsøge at indfri var, at det skulle ”udformes som en udpræget administrationsbygning, en arbejdsbygning uden noget tilstræbt pompøst og uden en forloren ”rådhusstil””. Da fristen for indlevering af forslag til byggeriet udløb d. 2. august, var der indkommet ikke færre end 53 projekter, som konkurrencens dommerkomité skulle tage stilling til.

### Et vinderprojekt i stormvejr
Afgørelsen kom ikke til at tage lang tid, idet dommerne allerede den 14. august kunne annoncere, at de enstemmigt havde vedtaget at udnævne det projekt, der var indsendt af arkitekterne Arne Jacobsen og Erik Møller som vinder af konkurrencen. Som begrundelse for valget angav dommerpanelet, at ”Forslaget er en særdeles talentfuldt udformet og en indtagende og værdig Løsning af den stillede Opgave, som Fagdommerne anser for egnet til Opførelse…”. Det var dog langt fra alle, der var enige i dommernes afgørelse og bedømmelsen af projektet, og de efterfølgende reaktioner afstedkom en langvarig offentlig debat i den lokale presse – en debat, der endda skulle komme til at forplante sig helt over til Københavnerpressen. Under debatten blev planerne for den arkitektoniske udformning af det nye rådhus af modstanderne blandt andet karakteriseret ved følgende beskrivelse: ”Tidens ordinære Stil, der her ytrer sig som en lidt afsvækket og traurig Funktionalisme med de kendte og halvt opslidte Virkemidler”. Der var, med andre ord temmelig langt mellem den opfattelse arkitektkonkurrencens dommerpanel havde af planerne for byggeriet og det syn, den stadigt voksende skare af modstandere havde på projektet. Samtidig var der ikke udsigt til, at man umiddelbart kunne nå til enighed.

### Tilbage på tegnebordet
I et forsøg på at ende polemikken og finde en løsning på uenighederne blev de to arkitekter bag vinderprojektet 28. oktober indkaldt til et møde. På mødet blev de bedt om at ændre deres projekt, så bygningen ville få en mere monumental karakter – en formulering, der nok kunne virke noget svævende. Der fulgte ikke nogen nærmere beskrivelse af, hvad der skulle til for at opnå dette, men kun at ændringerne efterfølgende skulle godkendes af byrådet, for at de fortsat ville være forpligtet på udførelse af byggeriet.

### En andenudgave med tårn
Den 15. november kunne arkitekterne sende en ny og revideret udgave af rådhusprojektet til godkendelse i byrådet. I den reviderede udgave af planen for rådhusbygningen var der to ændringer, der umiddelbart faldt i øjnene. For det første havde man i det nye projektudkast valgt at beklæde hele bygningen, der ellers var helstøbt jernbeton, med 6000 m² marmorplader fra Porsgrunn i Norge . For det andet, og nok mere væsentligt, var der nu tilføjet et 60 meter højt tårn til bygningen. Et tårn, hvis tidligere mangel sandsynligvis havde været en af hovedårsagerne til den store modstand mod opførelsen af det nye rådhus. De to ændringer af rådhusbyggeriet kunne foretages, uden at man ellers ville være nødt til at forandre noget af betydning ved det oprindelige projekt. De forandringer de to arkitekter havde foreslået var med andre ord, alene af kosmetisk betydning og ændrede dermed ikke ved bygningens oprindelige funktionalitet. På denne måde var det dermed lykkedes arkitekterne Arne Jacobsen og Erik Møller at tilføre deres bygning den monumentale karakter, den ifølge nogle havde savnet. Det betød, at byrådet allerede 18. november 1937, kun tre dage efter afleveringen af det reviderede projekt vedtog, at man ville påbegynde opførelsen af det ny rådhus.

### Det færdige rådhus
Den samlede pris for opførelsen af Aarhus’ nye rådhus endte på 8 millioner kroner. Dertil kom desuden en udgift på 1,5 millioner kroner til interiør og møbler, som alt sammen blev designet af møbelarkitekten Hans J. Wegner i samarbejde med de to arkitekter bag byggeriet.

### Rådhuset under 2. Verdenskrig
Rådhuset var sidst i 30'erne og i 40'ernes Danmark genstand for stor folkelig opmærksomhed. Derudover havde besættelsesmagten mistanke om at rådhus ansatte hjalp med produktion af illegale dokumenter, derfor blev rådhuset under 2. Verdenskrig to gange udsat for bombeattentat i forbindelse med gengældelsesaktioner for danske modstandsaktioner.

## Bygningen og arkitekturen
Rådhuset har et areal på 19.380 m², inklusive kælder. Rumfanget er på omkring 10.000 m³. Tårnet er 60 meter højt, tårnuret har en diameter på 7 meter; den lille viser er 2,5 meter og den store 3 meter lang.

### Tre grundsten
De tre grundsten blev henmuret den 24. september 1938 af daværende viceborgmester Einar Stecher Christensen, af formanden for den borgelig gruppe I.C. Sørensen og af borgmester H.P. Christensen. Egentlig skulle statsminister Thorvald Stauning og indenrigsminister Bertel Dahlgaard have henmuret to af de tre sten, men den politiske situation i Europa gjorde at de ikke kunne deltage.
Over grundstenene blev lagt en dæksten, hvis overflade var glatsleben, denne dæksten blev fixpunktet for højdejusteringen under hele byggeriet. Dækstenen kan ses den dag i dag.

### Opbygning
Rådhuset består primært af fire bygningselementer: halfløjen, den høje panoptikonfløj, den lave fløj og tårnet, de skærer sig ind i hinanden.
Både rådhusets hovedbygning med rådhushallen og den høje og lange og høje panoptikonfløj rummer en centralkorridor med ovenlys mellem de administrative kontorer. Desuden får begge bygninger lys via vinduespartier hver i en gavl, den lave fløj med det hvælvede kobbertag rummer i dag borgerservice. Tårnet er en skeletkonstruktion med to urskiver, seks balkoner, en udsigtsplatform og klokkespil på toppen.
Dertil kommer tre sekundære elementer: byrådssalen, der springer frem over hovedindgangen, rampen under hovedindgangen, samt hvad der tidligere var turistkontor, der springer frem i hjørnet ved tårnet og den høje fløj. Det hele er opbygget over et net med moduler på 315 cm, som i den lave fløj er udvidet til 349,5 cm. Alle tværskillerum kan flyttes uden konstruktive ændringer, i hovedskillerummet findes for hvert fag en niche som kan bruges som dør fra gangen eller skab fra kontoret.

### Detaljer
Arkitekterne har gennemtegnet rådhuset helt ned til de små detaljer, selv dørhåndtag og nøglehuller, da der ikke fandtes udbud af acceptabelt isenkram. Arne Jacobsen designede ure til Aarhus Rådhus både til tårnet og til indvendigt brug, designet er senere blevet sat i produktion til privat brug. Lamper indvendig og udvendig til rådhuset blev udbudt i licitation efter arkitekternes tegninger. De indvendige lamper var i mat poleret messing med specielt formede glasskærme. Skriften på skilte i rådhuset er gennemført med et nydesignet alfabet med skrifttypen Grotesk som forlæg. Talerstolen i rådhushallen er udformet med et skjold bag taleren, som danner baggrund for taleren mod de store vinduer i rådhushallen. En lignende skærm er bag borgmesterens plads i byrådssalen. Møblerne, interiører og andre detaljer var Hans J. Wegners første større opgave, som blev tegnet i samarbejde med Erik Møller og Arne Jacobsen. Tæpper blev nydesignet til borgmesterkontor, et motiv af grundris af rådhuset, rådhusparken og byrådssalens tæppe viser en kortskitse af Aarhus by. og bryllupssalen er specielt vævet til rummet med motiver fra den danske natur. Gelænder og rækværker på balkoner og langs trapper er med messing håndlister fremstillet af Nordisk Kabelfabrik. Gulvene er alle steder udført som egeparket, i hallen er der brugt moseeg til parkettet.

### Udsmykning
Ved byjubilæet fik Aarhus by en del gaver der skulle bruges til udsmykning af det nye rådhus. Til løsning af nogle af disse opgaver blev der afholdt konkurrencer blandt malere og billedhuggere.
Thorvald Hagedorn-Olsen udførte det store vægmaleri Menneskesamfundet. Albert Nauer udsmykkede væggene i vielsesrummet med blomster. Maleren Eiler Krag fik til opgave at dekorere et udvalgsværelse, en figurfrise fra Aarhus by. Kræsten Iversen udsmykkede to udvalgsværelser ved byrådssalen. Anker Hoffmann skabte to relieffer i forhallen. Billedhuggeren Mogens Bøggild med hjælp fra Agnete Varming skulle udføre mosaikken i gulvet i forhallen, der dog ikke blev til noget, det måtte flyttes til en væg i foyeren i biografen, Aarhus Scala, da det ikke kunne tåle sliddet som gulv, mosaikken blev nedtaget i 1982 og anbragt på depot i ARoS Aarhus Kunstmuseum.

### Udformning og udsmykning af rådhusets omgivelser
Rådhuset omgivelser blev udført i samarbejde mellem arkitekterne og kommunens embedsmænd. En del træer fra den tidligere kirkegård er bevaret.
På Rådhuspladsen er Ceresbrønden af Mogens Bøgild, Agnete og Havmanden af Johannes Bjerg står i Park Allé ved sydfacaden af rådhuset og i Rådhusparken er opstillet Svend Rathsacks Pigen af 1940.
Senere er tilføjet flere skulpturer:
Kai Nielsens Vaagnende kvinde eller Aarhuspigen fra 1920 er udført hos kgl. hofbronzestøber Lauritz Rasmussen og en gave til Aarhus by fra Frede Skaarup, der var direktør på Scala Teatret i København. Oprindeligt stod skulpturen foran Stadion, der brændte i 1943, skulpturen blev reddet og i 1948 opstillet i Rådhusparken. Johannes C. Bjergs Den Svangre udført i 1914 -18 blev opstillet i linde-rotunden i Rådhusparken 26. maj 1955 efter i en årrække at have været i privateje og stået i en have i Risskov. Minderelief af Ole Rømer udført af Olaf Stæhr-Nielsen blev afsløret 25. september 1965, det er opsat ved tårnindgangen til Rådhuset. I Rådhusparken står også Atlante af Einar Utzon-Frank, udført i 1919.

### Klokketårnet
Oprindeligt var det slet ikke meningen, at Aarhus Rådhus skulle have et tårn og dermed heller ikke et klokkespil. Arkitekterne Arne Jacobsen og Erik Møller ville opføre et funktionalistisk og "åbent" bygningsværk, som bød borgerne velkommen. De mente, at et tårn ville symbolisere en autoritet, som ikke hørte et moderne rådhus til. De århusianske borgere var imidlertid uenige. De ønskede et vartegn for Aarhus, og derfor måtte de to arkitekter bøje sig for folkestemningen og tilføje et tårn på tegningerne af det forestående rådhusbyggeri. For at kompensere for det æstetetisk tunge og pompøse udtryk tilføjede Arne Jacobsen et udvendigt skelet på det 60 meter høje tårn. Efterfølgende sagde man i spøg om tårnet, at bygningsarbejderne havde glemt at fjerne stilladserne, da de færdiggjorde arbejdet. 
Rådhusets klokker blev indviet ved klokkespil den 7. august 1948 kl. 4 om eftermiddagen. Ved indvielsen blev den gamle majvise fra 1491 – forfattet og komponeret af Morten Børup – "In vernalis temporis" sunget af Aarhus Studentersangere. Denne melodi har senere været byens kendingsmelodi som spilles fra rådhusklokkerne hver dag klokken 12.
Ved indvielsen i 1948 talte klokkespillet 26 klokker, men det blev i 1964 udvidet til 43, da man derved kunne dække en større toneskala og gøre det mere anvendeligt til koncerter. Efter 2006 var klokkespillet præget af forfald, og der kunne ikke længere afspilles koncerter med klokkerne, ligesom det var problematisk at afvikle kvarter- og timeslagene. Bedre blev det ikke, at stormen Dagmar i januar 2015 ødelagde tagkonstruktionen over klokkespillet i tårnet. I maj 2016 blev spillet taget ned og klokkerne sendt til renovering. Klokkespillet er fredet og det betyder bl.a. at der ikke må ændres på konstruktionen og placeringen af klokkerne. Halvdelen af klokkestolen blev fornyet pga. omfattende rust, nogle af klokkerne blev genafstemt og nogle blev udskiftet med nye støbt i den oprindelige profil fra Brønderslev klokkestøberi. Et velklingende klokkespil blev indviet fredag den 25. august 2017 med festkoncert. Ved renoveringen i 2016-17 blev klokkespillet udvidet fra 43 til 48 klokker. Den mindste klokke C5 vejer 8 kg og den største klokke C1 vejer 2.240 kg.

### Fredning
Rådhusparken i forbindelse med Rådhuset er beliggende på det tidligere Aarhus Søndre Kirkegårds areal, som fungerede i årene 1818-1926.  En del af gravstenene derfra er samlet i et lapidarium langs den sydlige kant af Rådhusparken og en anden del af Aarhus Søndre Kirkegård er bevaret som den jødiske kirkegård mellem Rådhuset og Musikhuset.
Som et af de få danske rådhuse, blev Aarhus Rådhus og omgivelser, på baggrund af bygningens enestående arkitektur, fredet i marts 1995 og efterfølgende i januar 2006 blev det medtaget i Kulturkanonen under området arkitektur.